# Lista monumentelor ocrotite de stat din raionul Ungheni
Lista monumentelor din raionul Ungheni cuprinde monumentele patrimoniului cultural din raionul Ungheni înscrise în Registrul monumentelor Republicii Moldova ocrotite de stat.
Registrul monumentelor Republicii Moldova ocrotite de stat a fost aprobat prin Hotărârea Parlamentului nr. 1531-XII împreună cu Legea nr. 1530-XII privind ocrotirea monumentelor RM din 22 iunie 1993. În Monitorul Oficial nr. 1 din 1994 a fost publicată doar Legea, fără a include însă și Registrul, care a fost publicat mult mai târziu, la 2 februarie 2010. A nu se confunda cu Registrul arheologic național sau cel al monumentelor de for public, care sunt liste diferite ce vizează doar anumite compartimente ale patrimoniului cultural, întocmite în baza unor legi separate.
Lista completă este menținută și actualizată periodic de către Ministerul Culturii din Republica Moldova, dar înainte ca modificările să intre în vigoare acestea trebuie să fie aprobate de către Parlament. Această listă este menită să cuprindă și actualizările ulterioare.
| Nr.  | Localizare                                                                  | Denumire | Datare         | Tip   | Însemnătate | Imagine                 | Erori             |
| ---- | --------------------------------------------------------------------------- | --- | -------------- | ----- | ----------- | ----------------------- | ----------------- |
| 1573 | Ungheni 47°12′15″N 27°47′53″E / 47.204065378704°N 27.798144077306°E         | Biserica „Sf. Alexandru Nevski”                                                                                             | 1905           | Is At | N           | galerie \| Încarcă foto | Raportează eroare |
| 1574 | Ungheni 47°12′16″N 27°47′54″E / 47.2045°N 27.798387°E                       | Monument la mormântul comun al ostașilor căzuți (566) în 1944                                                               |                | Is    | N           | galerie \| Încarcă foto | Raportează eroare |
| 1575 | Ungheni                                                                     | Monument în memoria pământenilor căzuți în 1941-1945                                                                        | 1968           | Is    | N           | Încarcă foto            | Raportează eroare |
| 1578 | Ungheni 47°12′00″N 27°47′13″E / 47.199888888889°N 27.787083333333°E         | Pod al căii ferate |                | Is    | N           | galerie \| Încarcă foto | Raportează eroare |
| 1581 | Cornești                                                                    | Biserica „Ioan Botezătorul”                                                                                                 | 1866           | At    | N           | Încarcă foto            | Raportează eroare |
| 1582 | Cornești 47°21′53″N 28°00′23″E / 47.3646°N 28.00626°E                       | Monument în memoria consătenilor căzuți în 1941-1945                                                                        | 1984           | At    | N           | Încarcă foto            | Raportează eroare |
| 1583 | Cornești 47°22′08″N 27°59′44″E / 47.36896°N 27.99566°E                      | Monument în memoria consătenilor căzuți în 1944                                                                             | 1951           | Is    | N           | galerie \| Încarcă foto | Raportează eroare |
| 1586 | Alexeevca 47°16′08″N 27°56′26″E / 47.268823639622°N 27.940563030427°E       | Biserica de lemn „Adormirea Maicii Domnului”                                                                                | sf. sec. XVIII | At    | N           | galerie \| Încarcă foto | Raportează eroare |
| 1587 | Alexeevca 47°16′05″N 27°55′50″E / 47.267971193242°N 27.930448013028°E       | Monument la mormântul comun al ostașilor căzuți (5) în 1944 și în memoria consătenilor căzuți în 1941-1945                  | 1967           | Is    | N           | galerie \| Încarcă foto | Raportează eroare |
| 1590 | Boghenii Noi                                                                | Monument în memoria consătenilor căzuți în 1941-1945                                                                        |                | Is    | N           | Încarcă foto            | Raportează eroare |
| 1591 | Boghenii Vechi 47°23′55″N 28°01′32″E / 47.398729753431°N 28.025692245438°E  | Biserica „Sf. Arhanghel Mihail”                                                                                             | 1866           | At    | N           | galerie \| Încarcă foto | Raportează eroare |
| 1592 | Boghenii Vechi 47°23′56″N 28°01′33″E / 47.398843515414°N 28.025778879185°E  | Monument în memoria consătenilor căzuți în 1941-1945                                                                        |                | Is    | N           | galerie \| Încarcă foto | Raportează eroare |
| 1593 | Buciumeni 47°22′19″N 27°42′44″E / 47.372034339615°N 27.712113091829°E       | Biserica „Toți Sfinții” | 1842           | At    | N           | galerie \| Încarcă foto | Raportează eroare |
| 1594 | Buciumeni                                                                   | Monument în memoria consătenilor căzuți (31) în 1941-1945                                                                   |                | Is    | N           | Încarcă foto            | Raportează eroare |
| 1597 | Bumbăta                                                                     | Biserica „Sf. Nicolae” | 1831           | At    | N           | Încarcă foto            | Raportează eroare |
| 1598 | Bumbăta                                                                     | Monument în memoria consătenilor căzuți în 1941-1945                                                                        |                | Is    | N           | Încarcă foto            | Raportează eroare |
| 1599 | Bușila 47°23′16″N 27°48′38″E / 47.387882177912°N 27.81047226159°E           | Biserica „Sf. Arhanghel Mihail”                                                                                             | 1828           | At    | N           | Încarcă foto            | Raportează eroare |
| 1602 | Unțești 47°13′42″N 27°54′27″E / 47.228295451016°N 27.907545551031°E         | Biserica „Toți Sfinții” | 1833           | At Ar | N           | Încarcă foto            | Raportează eroare |
| 1603 | Cetireni 47°13′06″N 27°54′17″E / 47.218391°N 27.904831°E                    | Biserica de lemn „Sf. Nicolae”                                                                                              | 1858           | At    | N           | Încarcă foto            | Raportează eroare |
| 1604 | Cetireni 47°13′11″N 27°54′59″E / 47.219666°N 27.916363°E                    | Clădirea fostei școli primare                                                                                               | 1913           | At    | N           | galerie \| Încarcă foto | Raportează eroare |
| 1605 | Cetireni                                                                    | Monument în memoria consătenilor căzuți (89) în 1941-1945                                                                   | 1967           | Is    | N           | Încarcă foto            | Raportează eroare |
| 1607 | Chirileni 47°22′43″N 27°46′16″E / 47.378650760322°N 27.771207607143°E       | Biserica „Sf. Nicolae” | 1868           | At    | N           | Încarcă foto            | Raportează eroare |
| 1608 | Chirileni                                                                   | Monument la mormântul comun al ostașilor căzuți (88) în 1944 și în memoria consătenilor căzuți în 1941-1945                 | 1966           | Is    | N           | Încarcă foto            | Raportează eroare |
| 1610 | Cioropcani 47°23′43″N 27°42′01″E / 47.39514010719°N 27.70033387501°E        | Monument la mormântul comun al ostașilor căzuți (513) și în memoria consătenilor căzuți (69) în 1941-1945                   | 1958           | Is    | N           | Încarcă foto            | Raportează eroare |
| 1612 | Condrătești 47°24′43″N 28°06′42″E / 47.411992972523°N 28.111698003492°E     | Biserica „Acoperământul Maicii Domnului”                                                                                    | 1911           | At    | N           | galerie \| Încarcă foto | Raportează eroare |
| 1613 | Condrătești 47°24′48″N 28°06′34″E / 47.413448016048°N 28.109486160996°E     | Monument la mormântul comun al ostașilor căzuți (88) și în memoria consătenilor căzuți în 1941-1945                         |                | Is    | N           | galerie \| Încarcă foto | Raportează eroare |
| 1614 | Cornova 47°23′37″N 28°10′24″E / 47.393619013756°N 28.173424354883°E         | Biserica „Sf. Gheorghe” | 1913           | At    | N           | galerie \| Încarcă foto | Raportează eroare |
| 1615 | Cornova 47°23′46″N 28°10′26″E / 47.396111204471°N 28.173904740807°E         | Monument în memoria consătenilor căzuți în 1941-1945                                                                        | 1977           | Is    | N           | galerie \| Încarcă foto | Raportează eroare |
| 1616 | Cornova                                                                     | Monument funerar în memoria consătenilor căzuți (4) pe câmpul de luptă de lângă sat                                         |                | Is    | N           | Încarcă foto            | Raportează eroare |
| 1618 | Costuleni 47°04′45″N 27°54′45″E / 47.079225016551°N 27.912588349216°E       | Biserica „Sf. Dumitru” | 1912           | At    | N           | galerie \| Încarcă foto | Raportează eroare |
| 1620 | Coșeni 47°26′24″N 27°55′03″E / 47.440031704976°N 27.917448598927°E          | Biserica „Sf. Treime” | 1881           | At    | N           | Încarcă foto            | Raportează eroare |
| 1621 | Curtoaia                                                                    | Monument în memoria consătenilor căzuți în 1941-1945                                                                        |                | Is    | N           | Încarcă foto            | Raportează eroare |
| 1622 | Dănuțeni 47°11′04″N 27°48′28″E / 47.184508336255°N 27.807899225087°E        | Biserica „Sf. Nicolae” | 1882           | At    | N           | Încarcă foto            | Raportează eroare |
| 1624 | Floreni                                                                     | Monument în memoria consătenilor căzuți în 1941-1945                                                                        |                | Is    | N           | Încarcă foto            | Raportează eroare |
| 1626 | Florești 47°22′59″N 27°42′47″E / 47.382957283817°N 27.713163160805°E        | Biserica de lemn „Trei Ierarhi”                                                                                             | 1809           | At    | N           | Încarcă foto            | Raportează eroare |
| 1628 | Florițoaia Veche                                                            | Beci | înc. sec. XX   | At    | N           | Încarcă foto            | Raportează eroare |
| 1629 | Florițoaia Veche 47°12′16″N 27°53′54″E / 47.204481316656°N 27.89843966022°E | Biserica „Sf. Dumitru” | 1890           | At    | N           | Încarcă foto            | Raportează eroare |
| 1630 | Florițoaia Veche                                                            | Monument în memoria consătenilor căzuți (23) în 1941-1945                                                                   |                | Is    | N           | Încarcă foto            | Raportează eroare |
| 1631 | Gherman 47°22′04″N 27°36′18″E / 47.367819261838°N 27.605075724214°E         | Biserica „Sf. Arhanghel Mihail”                                                                                             | 1913           | At    | N           | galerie \| Încarcă foto | Raportează eroare |
| 1634 | Grăseni 47°21′32″N 27°51′00″E / 47.358856222408°N 27.849953177397°E         | Monument la mormântul comun al ostașilor căzuți (154) în 1944                                                               | 1970           | Is    | N           | galerie \| Încarcă foto | Raportează eroare |
| 1637 | Hîrcești 47°23′46″N 28°05′10″E / 47.396201837213°N 28.086096832174°E        | Biserica „Adormirea Maicii Domnului”                                                                                        | 1872           | At    | N           | galerie \| Încarcă foto | Raportează eroare |
| 1638 | Hîrcești                                                                    | Monument la mormântul comun al ostașilor căzuți (19) în 1940 și în memoria consătenilor căzuți (58) în 1941-1945            |                | Is    | N           | Încarcă foto            | Raportează eroare |
| 1639 | Hristoforovca 47°21′05″N 27°55′04″E / 47.351516684023°N 27.917751344909°E   | Biserica „Adormirea Maicii Domnului”                                                                                        |                | At    | N           | galerie \| Încarcă foto | Raportează eroare |
| 1641 | Izvoreni                                                                    | Monument comemorativ de război (1941-1945)                                                                                  | 1968           | Is    | N           | Încarcă foto            | Raportează eroare |
| 1643 | Măcărești 47°02′30″N 27°58′55″E / 47.041562844432°N 27.982036109209°E       | Biserica de lemn „Grigorie Teologul”                                                                                        | 1808           | At    | N           | Încarcă foto            | Raportează eroare |
| 1644 | Măcărești 47°02′56″N 27°58′25″E / 47.048835617583°N 27.97363450827°E        | Monument în memoria consătenilor căzuți (114) în 1941-1945                                                                  |                | Is    | N           | galerie \| Încarcă foto | Raportează eroare |
| 1645 | Măcărești 47°04′02″N 27°57′35″E / 47.067179810054°N 27.959812560961°E       | Monument la mormântul comun al ostașilor căzuți (5) în 1941                                                                 | 1975           | Is    | N           | galerie \| Încarcă foto | Raportează eroare |
| 1648 | Măgurele 47°27′33″N 27°57′40″E / 47.459147301437°N 27.961122974341°E        | Biserica de lemn „Sf. Spiridon”                                                                                             | 1810           | At    | N           | Încarcă foto            | Raportează eroare |
| 1649 | Măgurele                                                                    | Monument la mormântul comun al ostașilor căzuți (10) în 1944 și în memoria consătenilor căzuți (9) în 1941-1945             | 1950           | Is    | N           | Încarcă foto            | Raportează eroare |
| 1657 | Mănoilești 47°14′16″N 27°52′34″E / 47.237666985914°N 27.876093474262°E      | Monument în memoria consătenilor căzuți (94) în 1941-1945                                                                   | 1968           | Is    | N           | Încarcă foto            | Raportează eroare |
| 1658 | Medeleni                                                                    | Monument la mormântul comun al ostașilor căzuți (117) în 1944                                                               |                | Is    | N           | Încarcă foto            | Raportează eroare |
| 1660 | Mircești                                                                    | Biserica de lemn „Sf. Arhanghel Mihail”                                                                                     | 1833           | At    | N           | Încarcă foto            | Raportează eroare |
| 1661 | Mircești                                                                    | Monument în memoria consătenilor căzuți (23) în 1941-1945                                                                   | 1960           | Is    | N           | Încarcă foto            | Raportează eroare |
| 1662 | Mînzătești 47°23′35″N 28°03′59″E / 47.393174°N 28.066465°E                  | Biserica de lemn „Sf. Arhanghel Mihail”                                                                                     | 1891           | At    | N           | Încarcă foto            | Raportează eroare |
| 1663 | Mînzătești                                                                  | Monument la mormântul comun al ostașilor căzuți (24) și în memoria consătenilor căzuți (27) în 1941-1945                    | 1966           | Is    | N           | Încarcă foto            | Raportează eroare |
| 1665 | Morenii Vechi 47°07′41″N 27°52′48″E / 47.128138734436°N 27.880028454504°E   | Biserica „Sf. Treime” | anii 1930      | At    | N           | galerie \| Încarcă foto | Raportează eroare |
| 1667 | Năpădeni 47°23′55″N 28°09′11″E / 47.398519°N 28.152983°E                    | Biserica „Sf. Nicolae” | 1881           | At    | N           | galerie \| Încarcă foto | Raportează eroare |
| 1668 | Năpădeni 47°24′07″N 28°09′19″E / 47.401973509281°N 28.155358168574°E        | Monument în memoria consătenilor căzuți (80) în 1944                                                                        | 1970           | Is    | N           | galerie \| Încarcă foto | Raportează eroare |
| 1669 | Năpădeni                                                                    | Mormântul ostașului căzut în 1944                                                                                           |                | Is    | N           | Încarcă foto            | Raportează eroare |
| 1671 | Negurenii Vechi                                                             | Monument la mormântul lui N. Radjabov căzut în 1944 și în memoria consătenilor căzuți (17) în 1941-1945                     | 1979           | Is    | N           | Încarcă foto            | Raportează eroare |
| 1673 | Negurenii Vechi                                                             | Monument la mormântul ostașului căzut în 1944                                                                               | 1979           | Is    | N           | Încarcă foto            | Raportează eroare |
| 1675 | Petrești 47°18′27″N 27°44′45″E / 47.307519893357°N 27.745861885931°E        | Biserica „Adormirea Maicii Domnului”                                                                                        | 1884           | At    | N           | galerie \| Încarcă foto | Raportează eroare |
| 1676 | Petrești 47°18′31″N 27°44′42″E / 47.308735°N 27.744917°E                    | Monument în memoria consătenilor căzuți (9) în 1941-1945                                                                    |                | Is    | N           | galerie \| Încarcă foto | Raportează eroare |
| 1677 | Petrești 47°18′37″N 27°44′39″E / 47.310292365762°N 27.744294065245°E        | Monument la mormântul comun al ostașilor căzuți (150) în 1944                                                               |                | Is    | N           | galerie \| Încarcă foto | Raportează eroare |
| 1679 | Pîrlița                                                                     | Biserica de lemn „Sf. Ioan Botezătorul”                                                                                     | 1817           | At    | N           | Încarcă foto            | Raportează eroare |
| 1680 | Pîrlița 47°19′33″N 27°53′17″E / 47.325729840692°N 27.888051894177°E         | Monument la mormântul comun al ostașilor căzuți (199) în 1944 și în memoria consătenilor căzuți (144) în război (1941-1945) | 1979           | Is    | N           | galerie \| Încarcă foto | Raportează eroare |
| 1682 | Poiana                                                                      | Monument în memoria consătenilor căzuți în 1941-1945                                                                        | 1955           | Is    | N           | Încarcă foto            | Raportează eroare |
| 1683 | Rădenii Vechi 47°17′37″N 27°59′43″E / 47.293729918187°N 27.995197752241°E   | Biserica „Sf. Treime” | 1890           | At    | N           | Încarcă foto            | Raportează eroare |
| 1684 | Rădenii Vechi 47°17′43″N 27°59′45″E / 47.2953691°N 27.995865°E              | Monument în memoria consătenilor căzuți în 1941-1945                                                                        |                | Is    | N           | Încarcă foto            | Raportează eroare |
| 1685 | Rădenii Vechi 47°15′22″N 27°59′44″E / 47.256182161774°N 27.995693090088°E   | Obeliscul principelui Grigorii Potiomkin de Taurida                                                                         | 1791           | Is Ar | N           | Încarcă foto            | Raportează eroare |
| 1690 | Sculeni                                                                     | Biserica de lemn „Sf. Nicolae”. Monumente funerare                                                                          | 1822           | Is    | N           | galerie \| Încarcă foto | Raportează eroare |
| 1691 | Sculeni                                                                     | Monument comemorativ de război (1941)                                                                                       | 1967           | Is    | N           | Încarcă foto            | Raportează eroare |
| 1692 | Sculeni 47°19′47″N 27°37′26″E / 47.32963621124°N 27.623801559495°E          | Monument la mormântul comun al ostașilor căzuți (858) în 1941 și 1944                                                       | 1967           | Is    | N           | galerie \| Încarcă foto | Raportează eroare |
| 1695 | Semeni 47°15′40″N 27°45′28″E / 47.261244927685°N 27.757841710236°E          | Biserica „Sf. Dumitru” | sec. XIX       | At    | N           | Încarcă foto            | Raportează eroare |
| 1696 | Semeni 47°16′34″N 27°45′08″E / 47.276188878939°N 27.752332045502°E          | Masa lui Petru I | 1711           | Is    | N           | galerie \| Încarcă foto | Raportează eroare |
| 1697 | Semeni                                                                      | Monument la mormântul comun al ostașilor căzuți (79) în 1944                                                                | 1967           | Is    | N           | Încarcă foto            | Raportează eroare |
| 1701 | Sinești 47°23′41″N 28°02′59″E / 47.394794019366°N 28.049745721462°E         | Biserica „Nașterea Maicii Domnului”                                                                                         | 1882           | At    | N           | galerie \| Încarcă foto | Raportează eroare |
| 1702 | Sinești 47°24′09″N 28°02′55″E / 47.402635499606°N 28.048624268465°E         | Monument în memoria consătenilor căzuți în 1941-1945                                                                        | 1977           | Is    | N           | galerie \| Încarcă foto | Raportează eroare |
| 1703 | Stolniceni 47°24′38″N 27°42′37″E / 47.410490611564°N 27.710340058185°E      | Biserica | sec. XIX       | At    | N           | Încarcă foto            | Raportează eroare |
| 1704 | Teșcureni 47°24′44″N 27°57′20″E / 47.412086051663°N 27.955669738675°E       | Biserica de lemn „Sf. Arhanghel Mihail”                                                                                     | 1779           | Is    | N           | galerie \| Încarcă foto | Raportează eroare |
| 1705 | Teșcureni 47°24′26″N 27°56′03″E / 47.407145751478°N 27.934235376401°E       | Monument în memoria consătenilor căzuți în război (1941-1945)                                                               | 1985           | Is    | N           | Încarcă foto            | Raportează eroare |
| 1706 | Todirești 47°19′10″N 27°49′07″E / 47.319542935632°N 27.818552821415°E       | Biserica „Sf. Arhanghel Mihail”                                                                                             | 1875           | At    | N           | Încarcă foto            | Raportează eroare |
| 1707 | Todirești                                                                   | Monument la mormântul comun al ostașilor căzuți (83) în 1944 și în memoria consătenilor căzuți (50) în 1941-1945            | 1968           | Is    | N           | Încarcă foto            | Raportează eroare |
| 1708 | Țîghira                                                                     | Monument în memoria consătenilor căzuți (35) în 1941-1945                                                                   |                | Is    | N           | Încarcă foto            | Raportează eroare |
| 1712 | Valea Mare                                                                  | Biserica | anii 1930      | At    | N           | Încarcă foto            | Raportează eroare |
| 1713 | Valea Mare                                                                  | Monument în memoria consătenilor căzuți în 1941-1945                                                                        | 1967           | Is    | N           | Încarcă foto            | Raportează eroare |
| 1715 | Veverița 47°20′27″N 28°06′16″E / 47.340921340048°N 28.104344386732°E        | Biserica fostei mănăstiri                                                                                                   | anii 1930      | At    | N           | galerie \| Încarcă foto | Raportează eroare |
| 1716 | Zagarancea                                                                  | Monument în memoria consătenilor căzuți (24) în 1941-1945                                                                   | 1975           | Is    | N           | Încarcă foto            | Raportează eroare |
| 1719 | Zăzulenii Vechi                                                             | Monument la mormântul comun al ostașului căzut în 1944                                                                      | 1976           | Is    | N           | Încarcă foto            | Raportează eroare |